# Willys MB

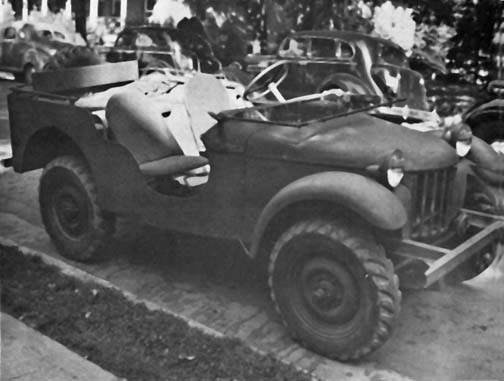
Перший прототип Bantam no.1 'Blitz Buggy'

Willys MB (Вілліс) — американський армійський автомобіль підвищеної прохідності часів Другої світової війни. Серійне виробництво почалося в 1941 році на заводах компаній Willys-Overland Motors і Ford (під маркою Ford GPW). Вважається родоначальником позашляховиків — невибагливих легкових автомобілів підвищеної прохідності.

## Історія
У травні 1940 року армія США сформулювала основні вимоги до легкого командирського розвідувального автомобіля. Ці вимоги були настільки жорсткими за термінами, що в конкурсі взяли участь тільки фірми Willys-Overland Motors і American Bantam, яка на початку вересня 1940 року показала перший прототип свого позашляховика Bantam BRC. Із запізненням у конкурс включилася фірма Ford з автомобілем Pygmy який і переміг в першому етапі конкурсу.
Машина Bantam виявилася важче заданих конкурсом 590 кг. Фірма Willys Overland Motors, оголосила зазначені технічні вимоги та терміни їх виконання нереальними, та попросила для здійснення свого проекту автомобіля 75 днів. Інженери Willys, маючи повну інформацію про автомобіль конкурента, скопіювали технічні рішення прототипу Bantam. Через кілька років це було зафіксовано юридично, але на той час American Bantam вже припинила своє існування. 
На початку 1941 року комісія під головуванням президента Рузвельта сформувала остаточні вимоги й ухвалила рішення видати кожній з трьох фірм замовлення на пробну партію з 1500 автомобілів.
Випуск автомобіля Willys МА («Military» model «A») почався в червні 1941 року. Вступ США у Другу світову війну змусило військове відомство США дати вказівку терміново розгорнути масове виробництво нових автомобілів.
Попри сподівання компанії Ford, 1 липня 1941 року за основу був прийнятий модернізований Willys МБ і компанія Willys-Overland Motors отримала контракт на виробництво позашляховиків.
Willys-Overland випустила останній автомобіль Willys MA 18 листопада 1941 року, і почала серійне виробництва моделі Willys MB на заводі Willys Military в Толедо, штат Огайо.
Щоб не зірвати контракт на виготовлення величезної кількості автомобілів, компанія Willys-Overland Motors звернулась за допомогою до компанії Ford і уклала з ними контракт. Незабаром вся необхідна документація була відправлена партнерам, і завод Ford розпочав випуск моделі Willys МВ (під індексом Ford GPW) вже на початку 1942 року. З урахуванням фордівских копій, за часи війни, всього було випущено 659 031 автомобіль Willys MB.
Поступово в військах союзників, Willys швидко набув величезної популярності. У Червону армію «Вілліси» масово надходили по програмі ленд-лізу з літа 1942 роки (разом з Willys МБ в СРСР через Англію була поставлена практично вся партія Willys MA —1553 шт.) і відразу ж знайшли собі застосування як командирські автомобілі і тягачі 45 мм протитанкових гармат. Разом до кінця війни в СРСР було поставлено близько 52 тисячі машин.

### Походження назви «джип»
В роки війни автомобілі Willys отримали нову назву — Jeep, а в післявоєнний час всі позашляховики (це був новий клас автомобілів) стали називати джипами.
Існує декілька версій походження слова «джип». За найбільш поширеною версією, воно виникло від скорочення GPW (абревіатура назви «Віліса» що виробляла компанія Ford Motor, розшифровувалась: G— державне замовлення, Р— автомобіль з колісною базою до 80 дюймів, W— тип Willys).
Ще одна версія така: по класифікації, прийнятої в Армії США, «Willys MB» потрапив в категорію автомобілів «Загального призначення»—англійською «General Purpose», скорочено GP «джі-пі». Імовірно внаслідок аудіювання (сприйняття на слух) ця абревіатура трансформувалася в джей-пі (JP).
Неформальне прізвисько «Jeep» було запущено в широкий обіг американською журналісткою Катариною Хілльер (Katherine Hillyer). В її статті в газеті Washington Daily News (20 лютого 1941 року), що висвітлювала випробування «Віліса», зокрема той факт, коли автомобіль виїжджав вгору по сходах Капітолія, була публічно вжита назва «Jeep».
В 1945 році, «Jeep» стало торговою маркою фірми Willys-Overland, яка почала виробництво цивільних позашляховиків.

## Військові версії

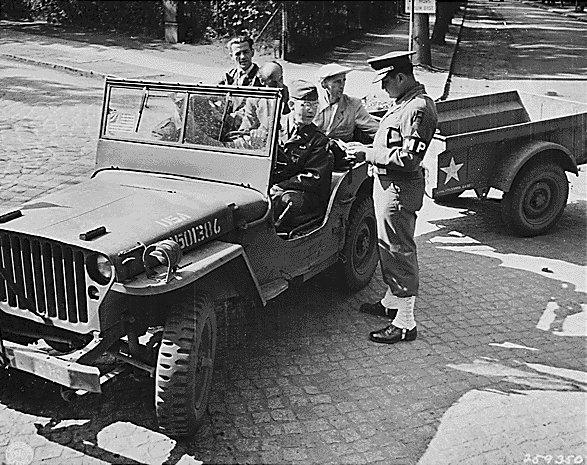
Willys MB з причепом фірми Bantam

- Willys MA (1940—1941) — перша версія, яка була створена в кількості 1500 автомобілів.
- Willys MB (1941—1945) — основна версія. Створено 361 349 автомобілів.
- Ford GPW (1941—1945) — основна версія, виробляється за ліцензією компанією Ford. Вироблено 277 896 автомобілів.
- Ford GPA (1942—1943) — амфібія на базі GPW (побудовано 12 778 автомобілів).
- Willys MT-Tug — експериментальний варіант 6х6 (ймовірно, 24 шт).

## «Цивільний джип»
У 1944 році на базі «Willys MB» був розроблений цивільний позашляховик CJ1A (Cj — Civilian Jeep), а в 1946 році його поліпшена модифікація CJ2A. Модель CJ3A послужила базою для створення в 1950 році армійського позашляховика М38.
Військові серії «Willys MD» послужили основою цивільним позашляховикам CJ5/CJ6, які вироблялися з середини 50-х до початку 80-х років, а також більш пізнім моделям кінця 70-80-х років CJ7, CJ8 Scrambler і CJ10, виробництво яких завершилося в 1986 році.
За ліцензією Willys моделі CJ3B і CJ5/CJ6 ще з початку 50-х років почали виробляти у Японії (Toyota, Nissan і Mitsubishi), а також в Індії (Mahindra & Mahindra), Південній Кореї (SsangYong і Kia) та ряді інших країн.

## Повоєнні армійські модифікації

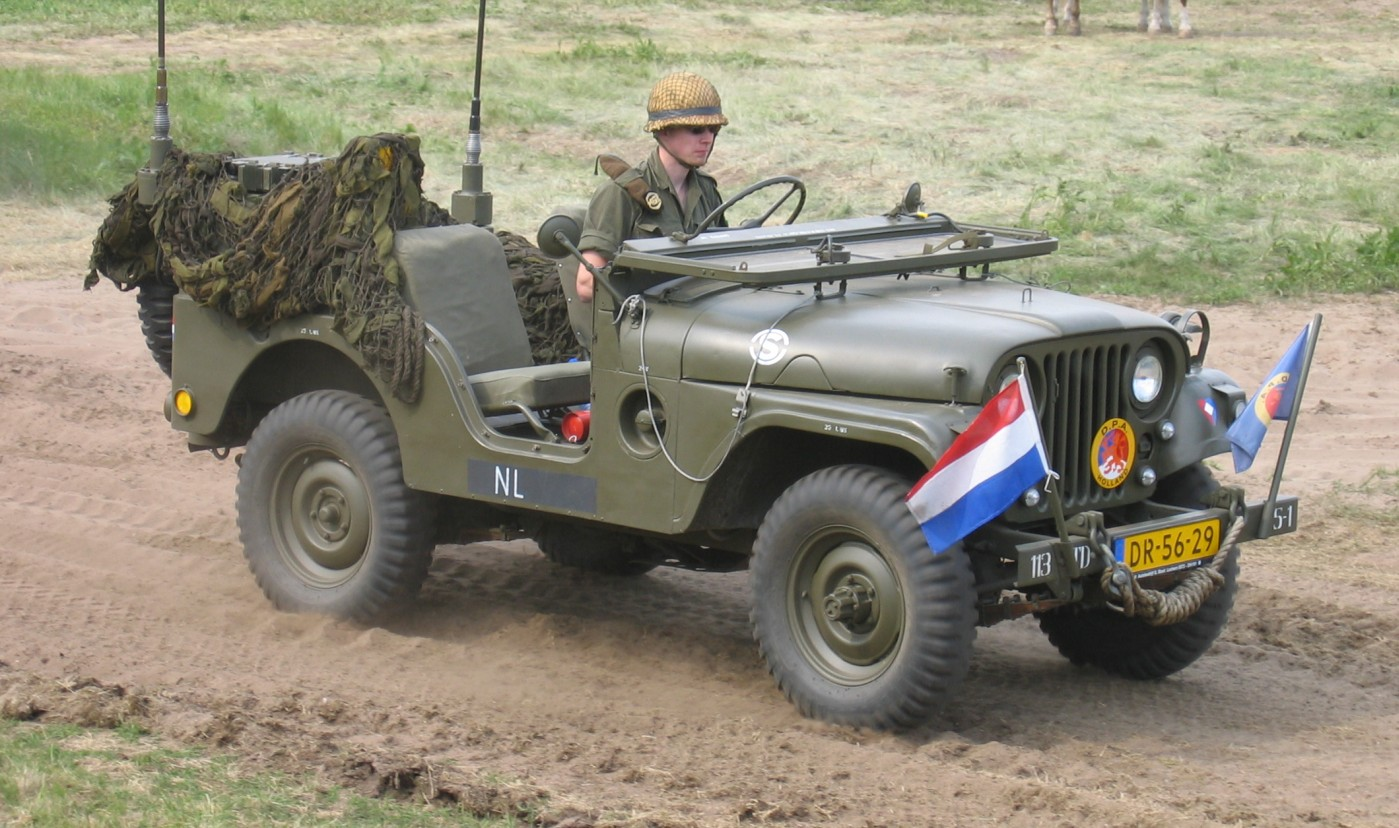
M38A1

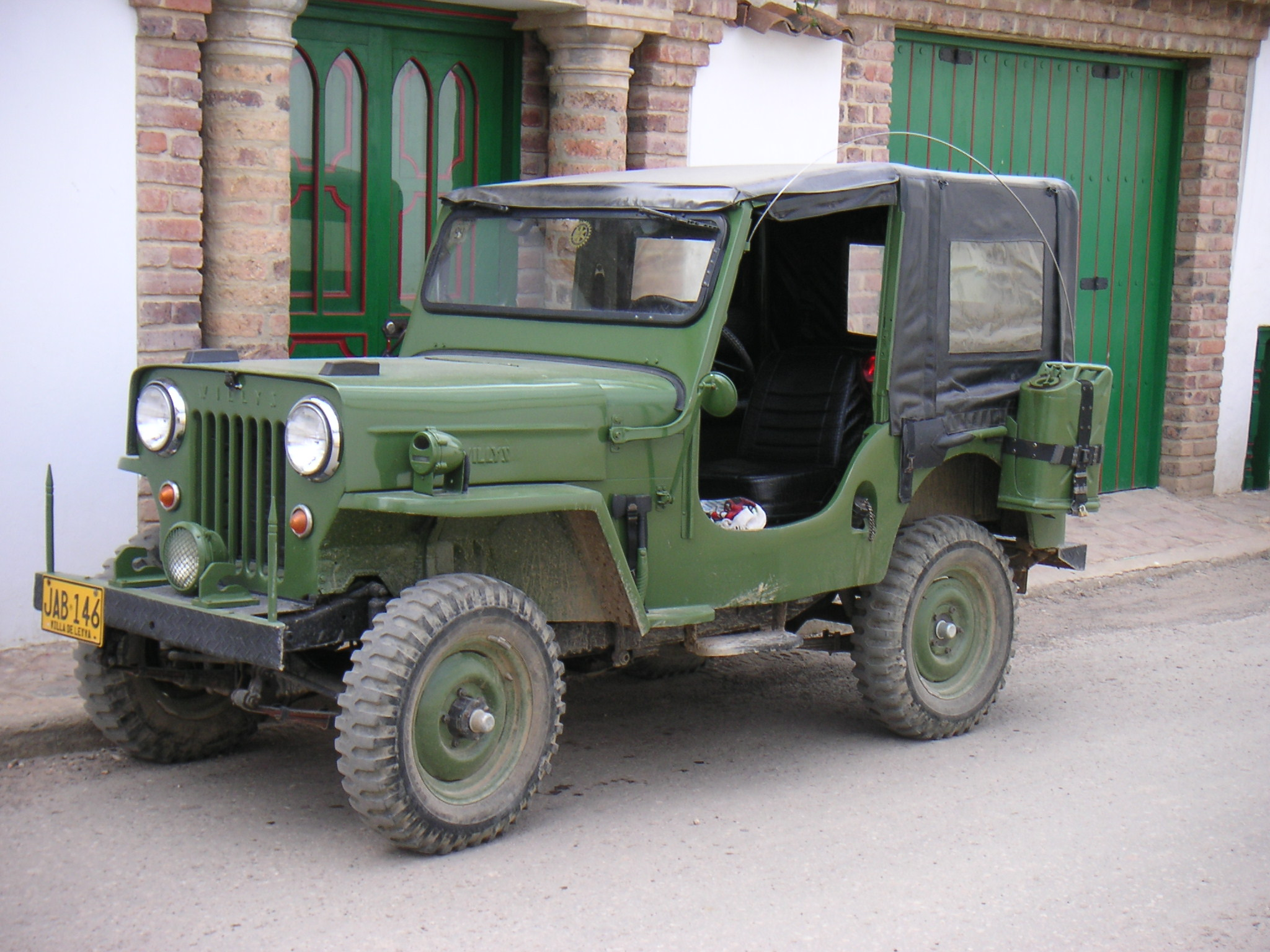
M606 в Колумбії

- Willys MC, позначення М38 (1950—1953 рр.) — армійська модифікація цивільної моделі CJ3A. Отримав лебідку, посилену ходову частину, шини розміром 7.00-16, цільне лобове скло, 24-вольтову систему електрообладнання. До 1953 року виготовили 61 423 таких машин, у випуску також брав участь канадський завод компанії «Ford».
- Willys MD, позначення М38А1 (1952—1957 рр.) — більш солідний варіант «Вілліса-MC», відрізнявся верхньоклапанним двигуном «Харрікейн» (Hurricane), розвивав потужність 67 к.с. Зовні відрізнявся більш високим розташуванням капота, подовженою колісною базою — 2057 мм, широкими шинами розміром 7.50-16 і збільшеними розмірами. «Віліс» випускав цей джип до останніх днів свого існування. Випущено 101 488 примірників. Паралельно в 1955—1982 рр. випускалася цивільна модель CJ5 і її модернізований варіант CJ7 в 1976—1986 рр.
- М38А1С — посилене шасі, використовувалося для установки безвідкатних та зенітних гармат і протитанкових ракет.
- Willys MDA (1954 р) — довгобазовий 6-місний джип (база 2565 мм). Цивільна довгобазова модель CJ6 вироблялася в 1955—1978 рр.
- М606 (1953 р.) — армійська модифікація цивільної моделі CJ3В з верхньоклапанним 62-сильним мотором, призначена для експорту та збірки за ліцензією.